# Mühlenstraße 21 (Stralsund)
Das Wohnhaus Mühlenstraße 21 in Stralsund ist ein denkmalgeschütztes Bauwerk in der Mühlenstraße.

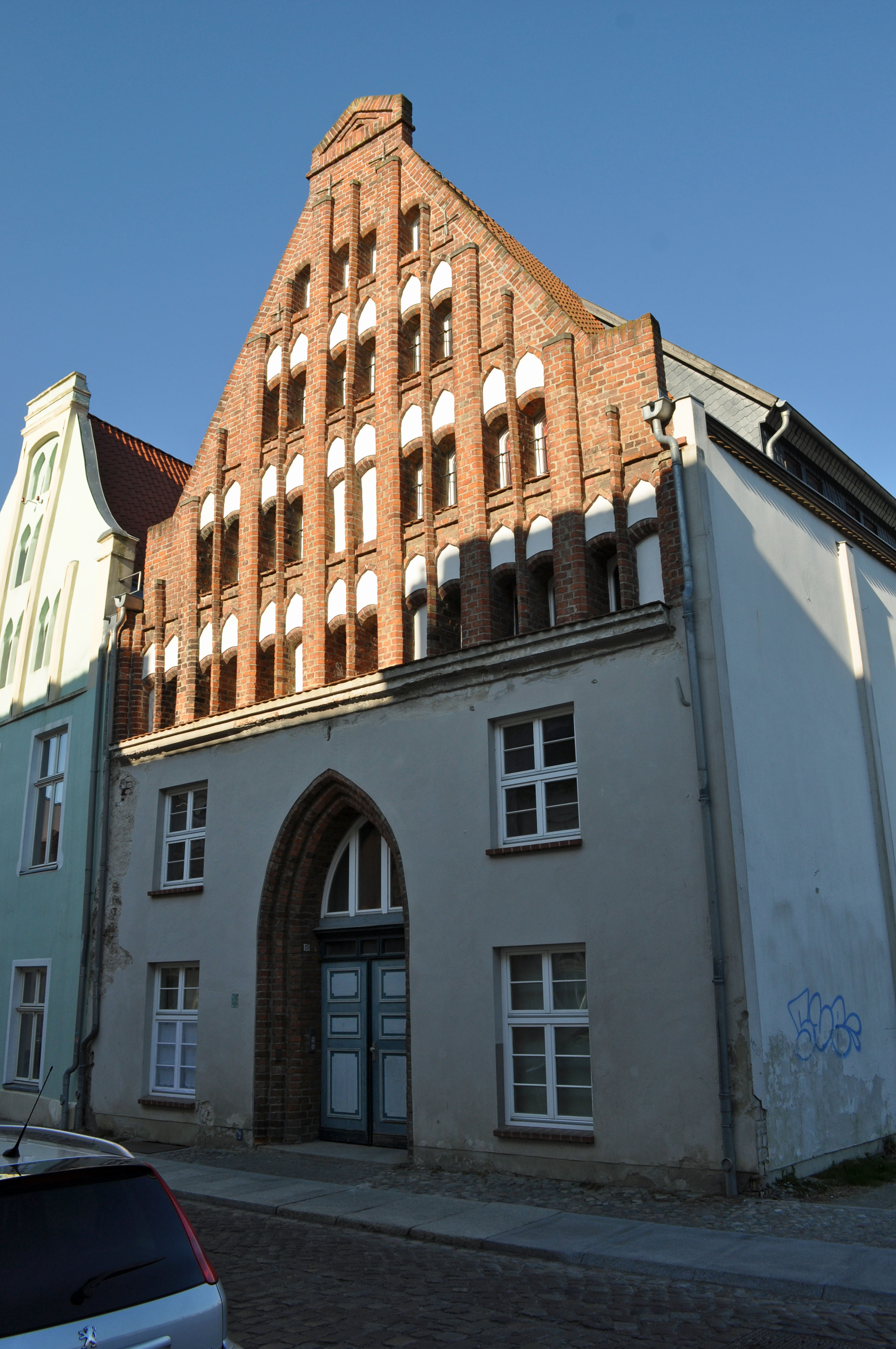
Haus Mühlenstraße 21 in Stralsund (2012)

Das zweigeschossige Giebelhaus stammt aus dem 15. Jahrhundert. In den Jahren 1965 bis 1967 wurde es teilweise in den ursprünglichen Zustand gebracht; unter anderem wurde dabei das Spitzbogenportal wieder freigelegt. Der backsteinsichtige Pfeilergiebel ist viergeschossig ausgeführt; der Dreieckaufsatz stammt aus der Zeit um 1700. Vom Ende des 18. Jahrhunderts stammt die zweiflüglige Tür. Das Gebäude wurde als Hotel „Bismarck“ genutzt und war später Standort der Kammerspiele bzw. des Jugendklubs mit dem Namen „John Schehr“.
Das Haus im Kerngebiet des von der UNESCO als Weltkulturerbe anerkannten Stadtgebietes des Kulturgutes „Historische Altstädte Stralsund und Wismar“ ist in die Liste der Baudenkmale in Stralsund eingetragen.